# Dardenne Prairie (Misuri)
Dardenne Prairie es una ciudad ubicada en el condado de St. Charles en el estado estadounidense de Misuri. En el Censo de 2010 tenía una población de 11494 habitantes y una densidad poblacional de 901,64 personas por km².

## Historia
En 2006 Megan Meier se suicidó.

## Geografía
Dardenne Prairie se encuentra ubicada en las coordenadas 38°45′18″N 90°43′51″O / 38.75500, -90.73083. Según la Oficina del Censo de los Estados Unidos, Dardenne Prairie tiene una superficie total de 12.75 km², de la cual 12.75 km² corresponden a tierra firme y (0%) 0 km² es agua.

## Demografía
Según el censo de 2010, había 11494 personas residiendo en Dardenne Prairie. La densidad de población era de 901,64 hab./km². De los 11494 habitantes, Dardenne Prairie estaba compuesto por el 90.68% blancos, el 3.51% eran afroamericanos, el 0.15% eran amerindios, el 3.51% eran asiáticos, el 0.04% eran isleños del Pacífico, el 0.46% eran de otras razas y el 1.64% pertenecían a dos o más razas. Del total de la población el 2.04% eran hispanos o latinos de cualquier raza.